# Assembler a ZX Spectrum
Assembler a ZX Spectrum je dvoudílná učebnice programování v assembleru procesoru Z80 na počítači Sinclair ZX Spectrum a kompatibilních (například Didaktik). Autorem obou dílů je Tomáš Vilím. Oba díly byly vydány společností Proxima - Software, první díl byl vydán v lednu 1992, druhý díl byl vydán v říjnu 1992.
První díl začíná úvodem do assembleru procesoru Z80, vysvětlením struktury registrů a funkce příznaků, včetně vysvětlení, jak která instrukce jaký příznak nastavuje, a popisem jednotlivých instrukcí. Následuje kapitola o psaní znaků na ZX Spectru, kde je nejprve vysvětlena struktura videoram ZX Spectra, následně je popsána možnost využít k zobrazení znaku podprogram z paměti ROM a ukázka vlastního programu pro zobrazení jednotlivých znaků a pro zobrazení celých textů. Kapitola o zobrazování celých textů obsahuje ukázku programu, který umožňuje zobrazit komprimovaný text. Dále kniha vysvětluje výpis čísel, obsluhu klávesnice, 16bitovou aritmetiku, generování zvuku, textový a číselný vstup z klávesnice a jeho vyhodnocení a magnetofonové operace.
Druhý díl je zaměřen především na grafiku, vysvětleny jsou operace posunu celého obrazu, zobrazování kurzoru, kreslení čar, zobrazování proporcionálních znaků, vyplnění uzavřeného obrazce, spritová grafika a práce s pracovní obrazovkou. Dále je vysvětlen přerušovací systém procesoru Z80 a jeho využití pro multitasking.
Zdrojové kódy uvedené v obou dílech knihy jsou odladěny pro překladač assembleru Prometheus. Zdrojové kódy k oběma dílům knihy byly později vydány na samostatných disketách Source I a Source II.

## Zajímavosti
- první díl knihy končí kapitolou Domluva, druhý díl končí kapitolou Pomluva.